# Bloc Nacional-Popular Gallec
Bloc Nacional-Popular Gallec (BNPG) fou una candidatura electoral gallega de caràcter sobiranista per a Galícia com a alternativa a l'autonomisme. Estaba formada per la Unión do Povo Galego (UPG) i la Asemblea Nacional-Popular Galega (ANPG).

## Història
La candidatura va estar impulsada per la UPG i es va crear com agrupació d'electors per presentar-se a les eleccions generals de 1977, ja que tant la UPG com l'ANPG no eren encara legals. En aquestes eleccions va obtenir 22.771 vots, el 2,02% dels vots gallecs. La candidatura, ja com a coalició, va repetir en les eleccions generals de 1979, en les quals va obtenir 60.889 vots i el 5,95% dels vots gallecs. En cap de les dues eleccions va obtenir representació parlamentària. En les eleccions municipals de 1979 va aconseguir el seu sostre electoral, obtenint el 7,1% dels vots gallecs i representació en cinc dels principals ajuntaments de Galícia, amb un total de 253 regidors.
Va demanar el «no» tant per la Constitució Espanyola de 1978 com per l'Estatut d'Autonomia de Galícia.

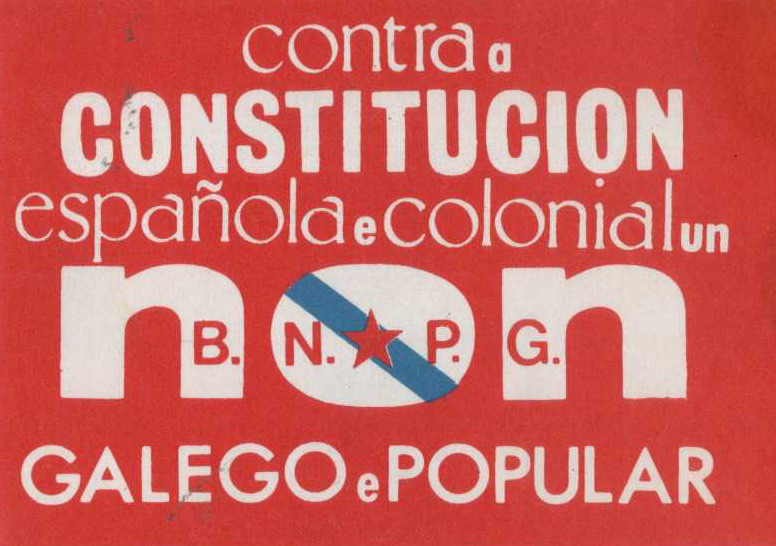
Adhesiu de les eleccions de 1977

En les eleccions al Parlament de Galícia de 1981 es va presentar en coalició amb el Partit Socialista Gallec (PSG). La coalició va obtenir 61.870 vots (6,15%), que es van traduir en sengles escons a La Corunya, Lugo i Pontevedra. Dos van correspondre al BNPG (els dos per UPG, entre ells el seu líder, Bautista Álvarez) i el restant pel PSG.
El 1982 es va transformar en el Bloc Nacionalista Gallec.

## Resultats electorals
| Eleccions generals de 1977                  |                  | 22.771 | 0,12   | 0   |
| Eleccions generals de 1979                  |                  | 60.889 | 0,34   | 0   |
| Eleccions municipals de 1979                |                  | 78.216 | 0,48 a | 258 |
| Eleccions al Parlament de Galícia de 1981 b | Bautista Álvarez | 61.870 | 6,27   | 3 c |
| Eleccions generals de 1982                  |                  | 38.437 | 0,18   | 0   |

a 7,32% a Galícia.

b En coalició amb el Partit Socialista Gallec (PSG).

c D'ells, 2 d'UPG i 1 del PSG.